# Axel Hirsoux
Axel Hirsoux (Manage, 1982. szeptember 26. –) vallon énekes. Ő képviselte Belgiumot a 2014-es Eurovíziós Dalfesztiválon, a dán fővárosban, Koppenhágában. Versenydala a Mother volt. Ő volt az első vallon énekes, akit Flandria választott ki Belgium képviseletére az Eurovíziós Dalfesztiválon.

## Zenei karrier

### 2014-es Eurovíziós Dalfesztivál
2014. március 16-án megnyerte az Eurosongot, a flamand eurovíziós válogatóversenyt, így a 2014-es Eurovíziós Dalfesztiválon, Koppenhágában ő képviselhette hazáját.
2014. május 6-án, a dalfesztivál első elődöntőjében lépett fel, ahol nem sikerült továbbjutnia a döntőbe.